# Riyal yemenita
Il riyal è la valuta dello Yemen, divisa in 100 fils, anche se monete in fils non sono state coniate dopo la riunificazione dello Yemen.

## Storia
Dopo la riunificazione tra il Nord (Repubblica Araba dello Yemen) ed il Sud (Repubblica Democratica Popolare dello Yemen) nel 1990, sia il riyal nord-yemenita che il dinar sud-yemenita rimasero in corso legale nel periodo transitorio, con 1 dinar cambiato con 26 riyal. L'11 giugno 1996 il dinar fu ritirato dalla circolazione. Nel 1993 furono emesse le prime monete della Repubblica Unita dello Yemen. Il valore del riyal per dollaro statunitense che valeva 12,01 riyal per dollaro ai primi anni 1990 è crollato ai circa 200 rial del 2008

## Monete
Al momento dell'unificazione dello Yemen erano coniate monete nel Nord Yemen con i valori di 1, 5, 10, 25 e 50 fils e di 1 riyal. Tuttavia i valori in fils sono tutti scomparsi dalla circolazione. Nel 1993 sono state prodotte nuove monete dalla Banca centrale dello Yemen con valori di 1 e 5 riyal. Queste sono state seguite dalla moneta da 10 riyal nel 1995 e da quella da 20 rial nel 2004.

## Banconote
Al momento della riunificazione le banconote della Central Bank of Yemen in circolazione avevano i tagli da 1, 5, 10, 20, 50 e 100 riyal. Nel 1993 i biglietti da 1 e 5 riyal furono sostituiti da monete e lo stesso accadde per la banconota da 10 riyal nel 1995. Nel 1996 fu introdotta la banconota da 200 riyal, seguita da quella da 500 rial nel 1997 e da quella da 1000 riyal nel 1998. Il biglietto da 20 riyal è stato sostituito da una moneta nel 2004.